# Comandante supremo aliado
Comandante supremo aliado es el título que recibe el comandante de más alto rango dentro de ciertas alianzas militares multinacionales. Se originó como un término utilizado por los Aliados de la Primera Guerra Mundial y por los Aliados de la Segunda Guerra Mundial. Actualmente se utiliza dentro de la OTAN (Comandante supremo aliado en Europa).

## Usos

### Primera Guerra Mundial
El 26 de marzo de 1918, el mariscal francés Ferdinand Foch fue nombrado comandante supremo aliado, obteniendo el mando de todas las fuerzas aliadas en todas partes, y coordinó las fuerzas francesas, británicas, estadounidenses e italianas para detener la ofensiva de primavera, la última ofensiva masiva del Imperio alemán. Fue él quien aceptó el cese de hostilidades alemán en su tren privado.

### Segunda Guerra Mundial
El general del Ejército Douglas MacArthur fue nombrado comandante supremo aliado del Área del Pacífico Sudoccidental (SWPA) el 18 de junio de 1942. Sin embargo, prefirió usar el título de comandante en jefe. Durante la ocupación aliada de Japón después de la guerra, MacArthur usó el título de comandante supremo de las Potencias Aliadas (SCAP).

### Uso actual por la OTAN
El término volvió a utilizarse con la creación de la OTAN en 1949. En 1952, se estableció el Mando Aliado en Europa, dirigido por Eisenhower. Se convirtió en el comandante supremo aliado en Europa (SACEUR). Poco después, se estableció en Norfolk, Virginia, el Mando Aliado Atlántico, bajo la dirección de Lynde McCormick, almirante de la Armada de los Estados Unidos. Su título era comandante supremo aliado del Atlántico (SACLANT).
En junio de 2003, los mandos fueron reorganizados. A uno de ellos se le asignó la responsabilidad de las operaciones y al otro la de transformar los componentes militares de la alianza para hacer frente a los nuevos desafíos. El Mando Aliado de Operaciones se estableció a partir del antiguo Mando Aliado de Europa y se le asignó la responsabilidad de todas las operaciones militares de la OTAN en todo el mundo. Sin embargo, el SACEUR ha conservado su nombre, que hace referencia a Europa. El Mando Aliado Atlántico fue desmantelado y sustituido por el Mando Aliado de Transformación, con sede Norfolk, dirigido por el comandante supremo aliado de Transformación (SACT).